# Wehrsport

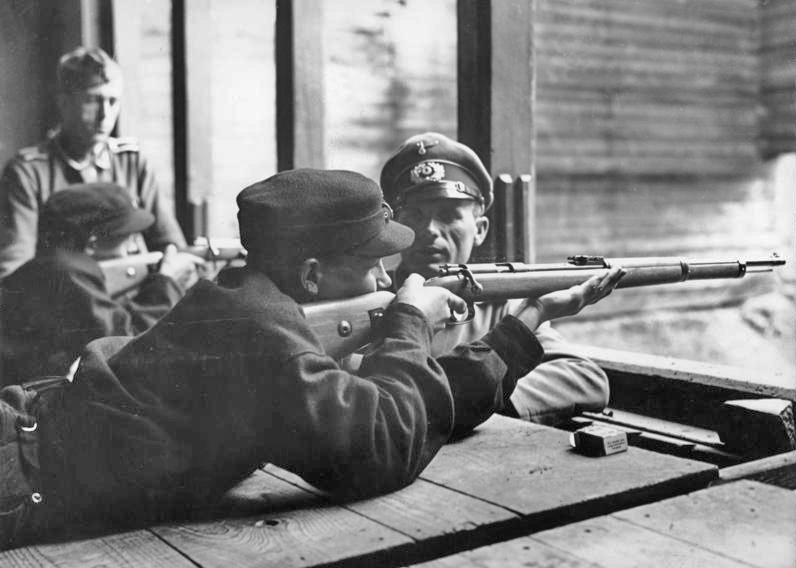
HJ beim Schießunterricht

Wehrsport oder Wehrertüchtigung sind andere Bezeichnungen für Militärsport und Oberbegriffe für diverse militärisch geprägte Übungen. Sie können Gelände- und Orientierungsmärsche, Hindernisläufe, Schießübungen, Nahkampftraining, Angriffs- und Verteidigungstaktiken umfassen.

## Geschichte

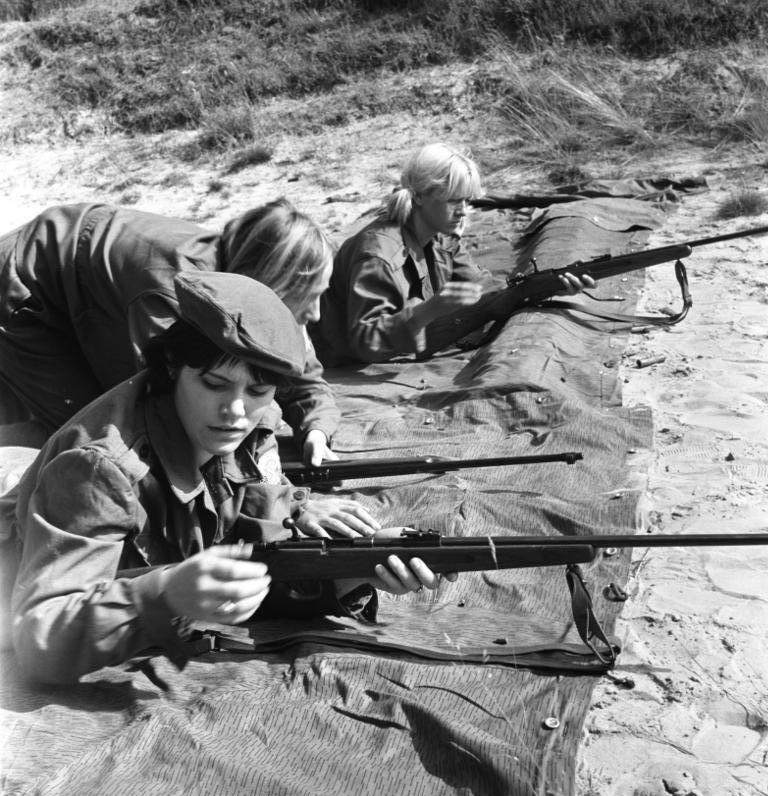
Mädchen im GST-Trainingslager

Vor dem Ersten Weltkrieg dominierte das Wehrturnen gegenüber dem Wehrsport. In der Weimarer Republik unterhielten viele paramilitärische Vereinigungen auch Jugendorganisationen, die regelmäßig an Wehrsportübungen teilnahmen. Von 1925 wurden diese aus Mitteln der Schwarzen Reichswehr in Volkssportschulen systematisch gefördert. Auch studentische Verbindungen widmeten sich dem Wehrsport. In der Zeit des Nationalsozialismus wurde der Wehrsport vom Staat gefördert und war als „Wehrertüchtigung“ fester Bestandteil des Dienstplans der Hitlerjugend und des Hochschulsports, der nun für die Studenten Pflichtsport wurde. Koordinator für die Wehrsportlager wurde Bernhard Zimmermann, der hierfür unmittelbar Carl Krümmel unterstellt war. Über Zimmermann führt eine Traditionslinie vom Wehrsport zur Outward-Bound-Bewegung, auch wenn diese keine wehrsportlichen Ziele verfolgt.
Die Bundesrepublik Deutschland ist seit 1959 und Österreich seit 1958 Mitglied im internationalen militärsportlichen Verband CISM, welcher Wettkämpfe im Militärischen Fünfkampf und Maritimen Fünfkampf ausrichtet.
In der DDR hatte der Wehrsport im Rahmen der Wehrerziehung „den Auftrag, die Verteidigungsbereitschaft des Volkes zu erhöhen“.
Als „Wehrsportgruppe“ (WSG) bezeichneten sich mehrere rechtsextremistische Vereinigungen, darunter die nach Karl-Heinz Hoffmann benannte Gruppierung Wehrsportgruppe Hoffmann, die 1973 gegründet und 1980 verboten wurde.